# Barnetby le Wold
Barnetby le Wold est une paroisse civile et un village du Lincolnshire, en Angleterre.